# Joaquín Rocha

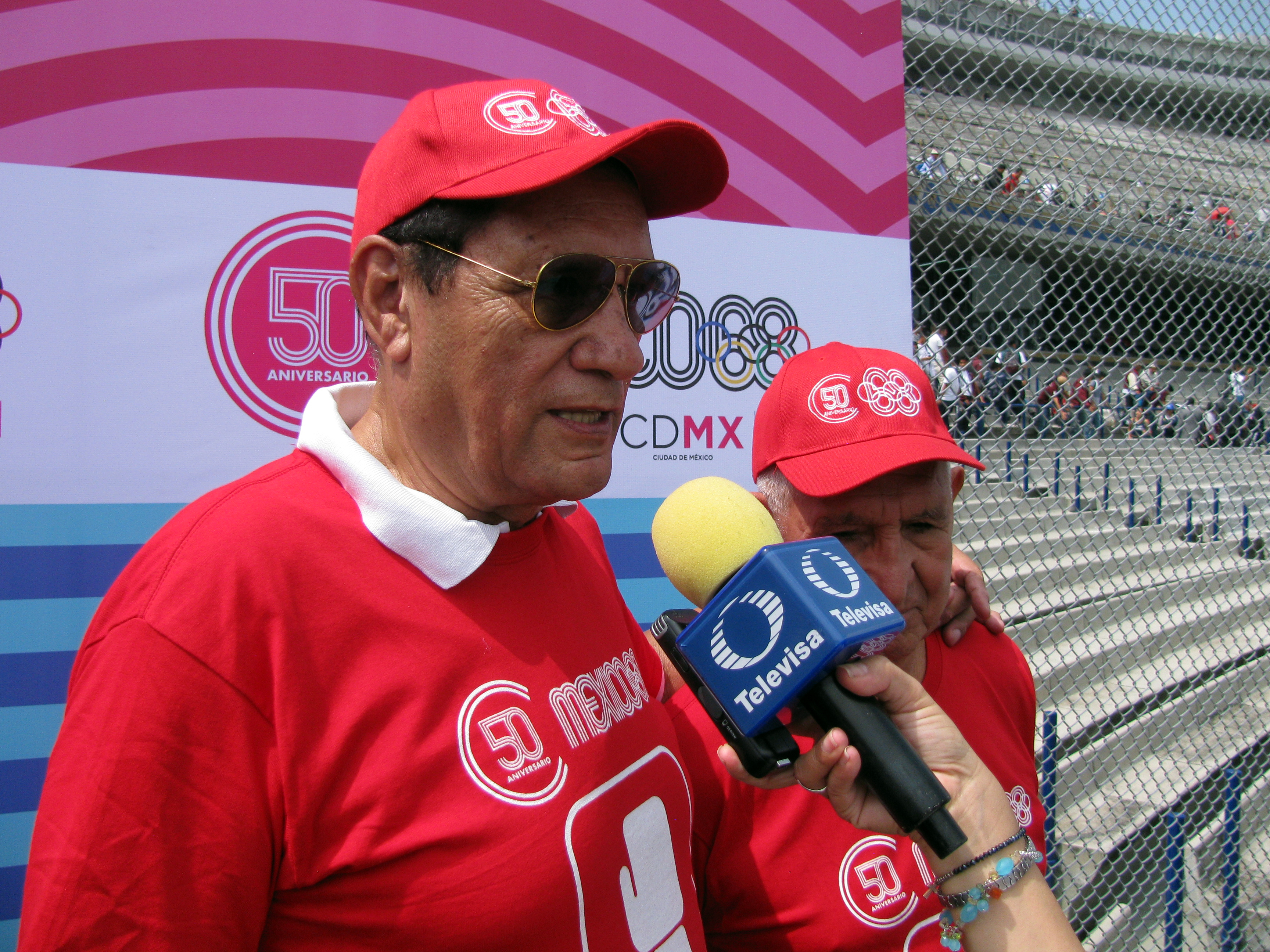
Joaquin Rocha

Joaquín Rocha (* 16. August 1944 in Mexiko-Stadt) ist ein mexikanischer Boxer. Rocha war Bronzemedaillengewinner der Olympischen Spiele 1968 und Silbermedaillengewinner der Zentralamerika- und Karibikspielen 1970 und der Panamerikanischen Spiele 1971.

## Karriere
1968 war Rocha mexikanischer Meister und nahm als solcher an den Olympischen Spielen desselben Jahres teil, bei denen er nach Siegen über Adonis Ray, Ghana (4:1), und Rudi Lubbers, Niederlande (3:2), das Halbfinale erreichte, welches er jedoch gegen Jonas Čepulis, Sowjetunion (TKO 2.), verlor und damit die olympische Bronzemedaille gewann.
Bei den Zentralamerika- und Karibikspielen 1970 und den Panamerikanischen Spielen 1971 errang Rocha jeweils die Silbermedaille.
| Personendaten    | Personendaten                     |
| ---------------- | --------------------------------- |
| NAME             | Rocha, Joaquín                    |
| KURZBESCHREIBUNG | mexikanischer Schwergewichtsboxer |
| GEBURTSDATUM     | 16. August 1944                   |
| GEBURTSORT       | Mexiko-Stadt                      |